# Canon EOS 60D
Máy ảnh Canon EOS 60D là máy ảnh DSLR độ phân giải 17.9 triệu điểm ảnh được hãng Canon công bố vào 26 tháng 8 năm 2010. Nó là sản phẩm kế tiếp EOS 50D.
Nó là loại máy kỹ thuật số ống kính rời thứ sáu của Canon có chức năng quay phim, và có khả năng quay phim độ nét cao 1080p. Chiếc máy này có vài tính năng của dòng máy cao cấp Canon EOS 5D Mark II, bao gồm chức năng quay phim, chức năng xem trực tiếp, và công nghệ xử lý ảnh DiGIC 4. Cũng giống như EOS 550D, máy sử dụng thẻ SDHC để lưu trữ dữ liệu. Giống như EOS 5D Mark II, những đoạn phim được thu với định dạng MOV với chuẩn nén video H.264/MPEG-4 và tuyến âm thanh PCM.
60D được thừa hưởng nhiều tính năng mới có trên EOS 7D như cảm biến đo sáng 2 lớp 63 vùng iFCL, cảm biến CMOS APS-C 17,9 mpx
60D tuy được xếp vào dòng bán chuyên nhưng vẫn được trang bị thêm những đặc điểm của các dòng cấp thấp xxxD cho người mới tiếp xúc nhiếp ảnh, điển hình là các chế độ vùng cơ bản như A+, chân dung, thể thao, phong cảnh, cực gần...
60D được bán ra với các tùy chọn như chỉ thân máy, thân máy cùng ống kit EF-S 17-55mm IS USM, EF-S 17-85mm IS USM, EF-S 18-55mm, EF-S 18-135mm IS, EF-S 18-200mm.
60D được thay thế bởi 70D, ra mắt vào tháng 7-2013.

## Đặc điểm
Các đặc điểm chính và một số điểm vượt trội hơn tiền nhiệm 50D bao gồm
- Cảm biến CMOS APS-C 17,9 triệu điểm ảnh (So với 15 triệu của 50D)
- Hệ thống lấy nét 9 điểm ngang dọc chéo, điểm chính giữa ngang dọc chéo từ f/2,8 trở lên
- Cảm biến đo sáng 2 lớp 63 vùng iFCL thừa hưởng từ 7D: đo điểm, cục bộ, trung tâm, và đo sáng toàn bộ. (So với 35 vùng)
- Dải ISO chuẩn 100–6400, mở rộng lên H 12800 (So với 100-3200, mở rộng lên H1 6400 và H2 12800)
- Chụp liên tục 5.3 hình/giây (58 hình (JPEG), 16 hình (RAW))
- Bộ chuyển đổi 14-bit từ tín hiệu song song thành tín hiệu kỹ thuật số
- Chế độ live view dùng được trong các chế độ cơ bản (A+, chân dung, thể thao, phong cảnh...) cũng như các chế độ sáng tạo (C, M, Av, Tv, P)
- Trình tối ưu sáng tự động
- Ưu tiên tông màu sáng
- Tính năng tự làm sạch cảm biến
- Đèn chớp EX Speedlites
- Khả năng quay video Full HD 30p, HD 60p (50D không quay được video)
  - Thừa hưởng khả năng điều chỉnh thu âm thủ công từ 5D Mark II.
- Video xuất tín hiệu PAL/NTSC
- Thẻ nhớ lưu trữ SD/SDHC
  - So với 50D sử dụng thẻ CF thì thẻ SD gọn nhẹ, dễ sử dụng và giá rẻ hơn, các laptop đều có khe cắm thẻ SD. Tuy nhiên việc chỉ có 1 khe thẻ SD là điểm yếu so với đối thủ Nikon D7000.
- Màn hình xoay lật 3.0-inch 1.040.000 chấm (76 mm) (So với 921.000 chấm trên 50D. 60D cũng là máy đầu tiên có màn hình có tỉ lệ 3:2 giống như cảm biến ảnh)
- Cổng kết nối USB, HDMI, mic, dây điều khiển (50D không có cổng mic do không có khả năng quay video)
- Pin LP-E6
- Khung vỏ nhựa
  - Bắt đầu từ 60D, dòng xxD của Canon bị lược bỏ joystick, vỏ kim loại mà thay bằng nút điều hướng và vỏ nhựa.

## Ảnh

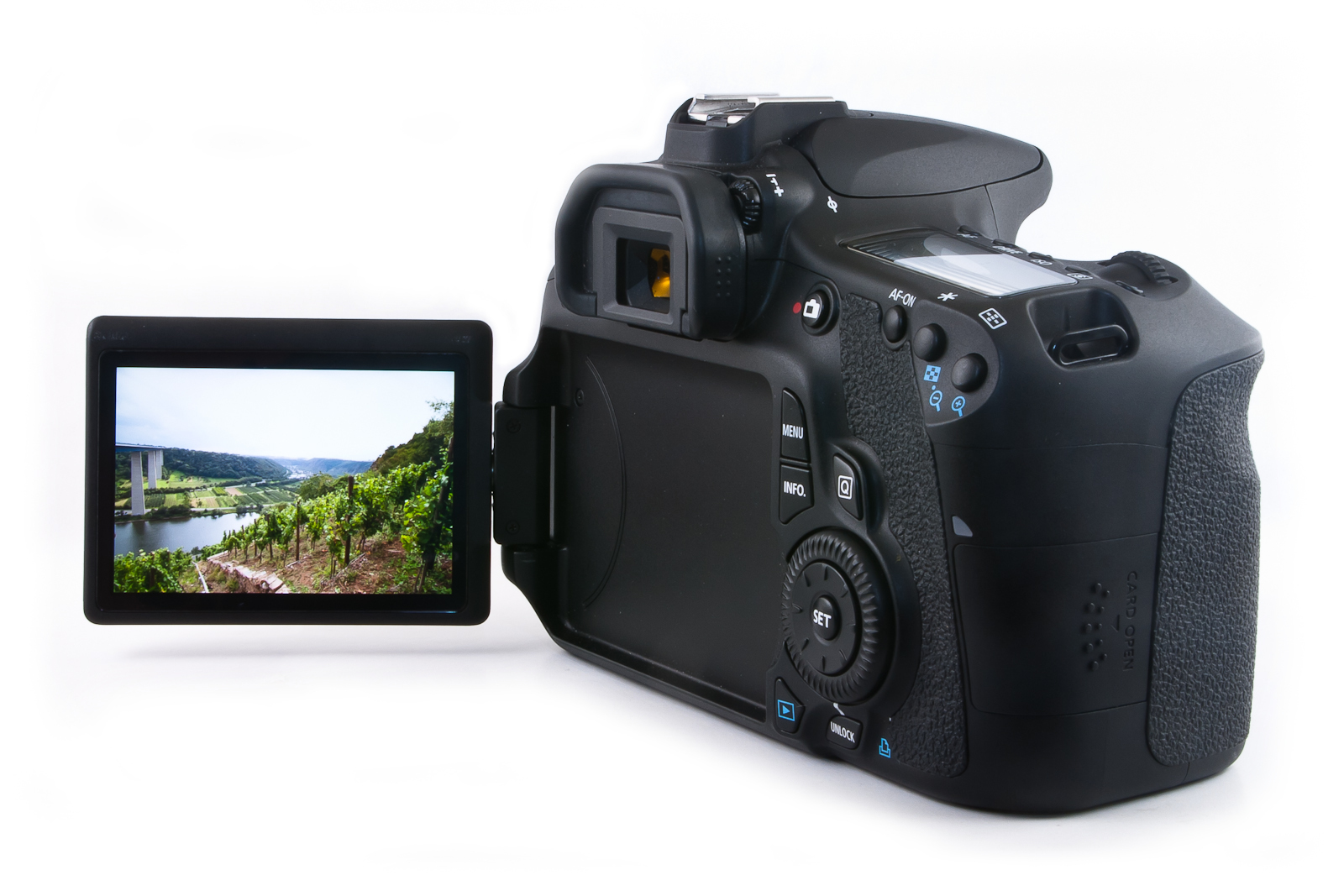
Màn hình xoay lật
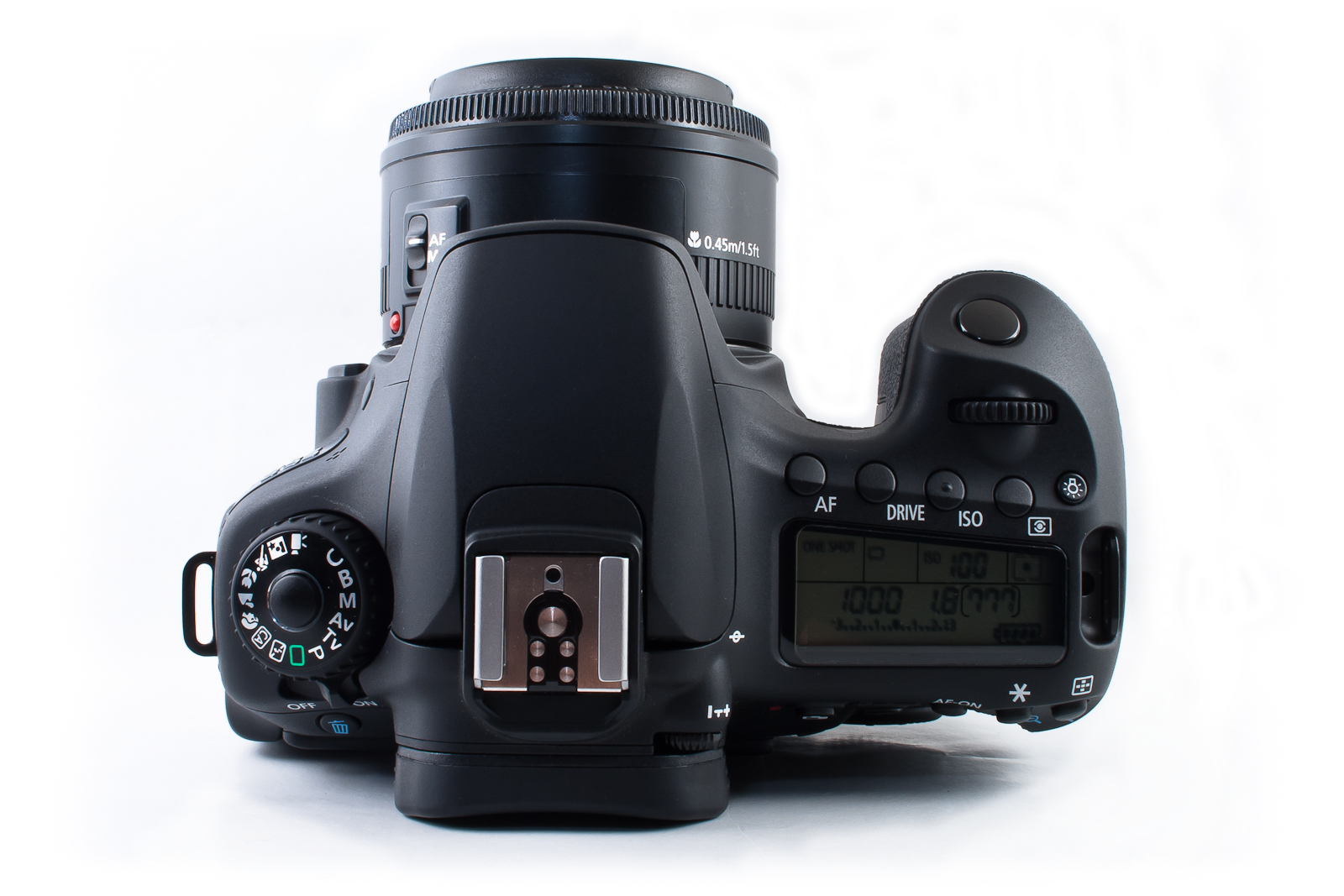
Đỉnh máy
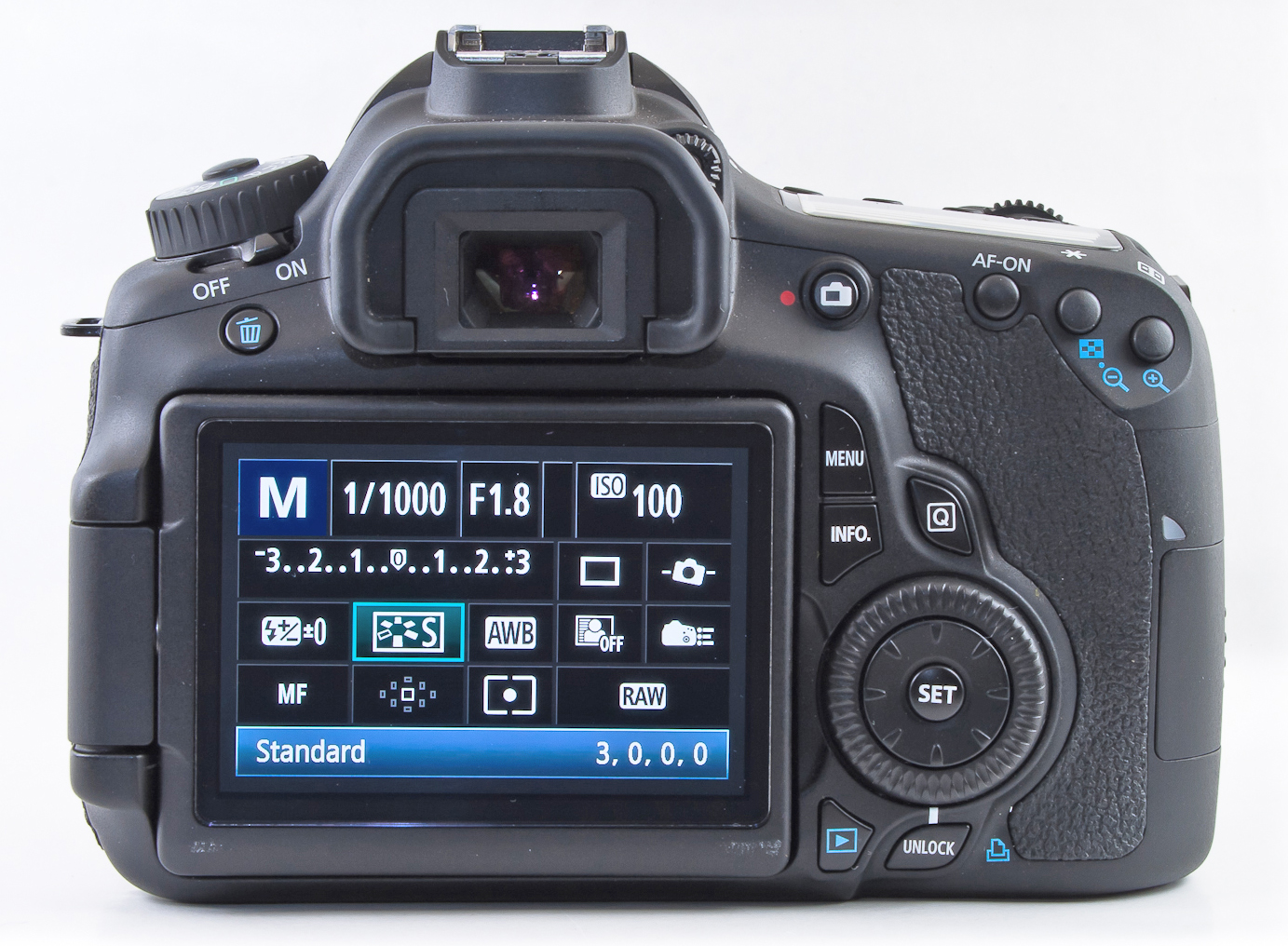
Lưng máy
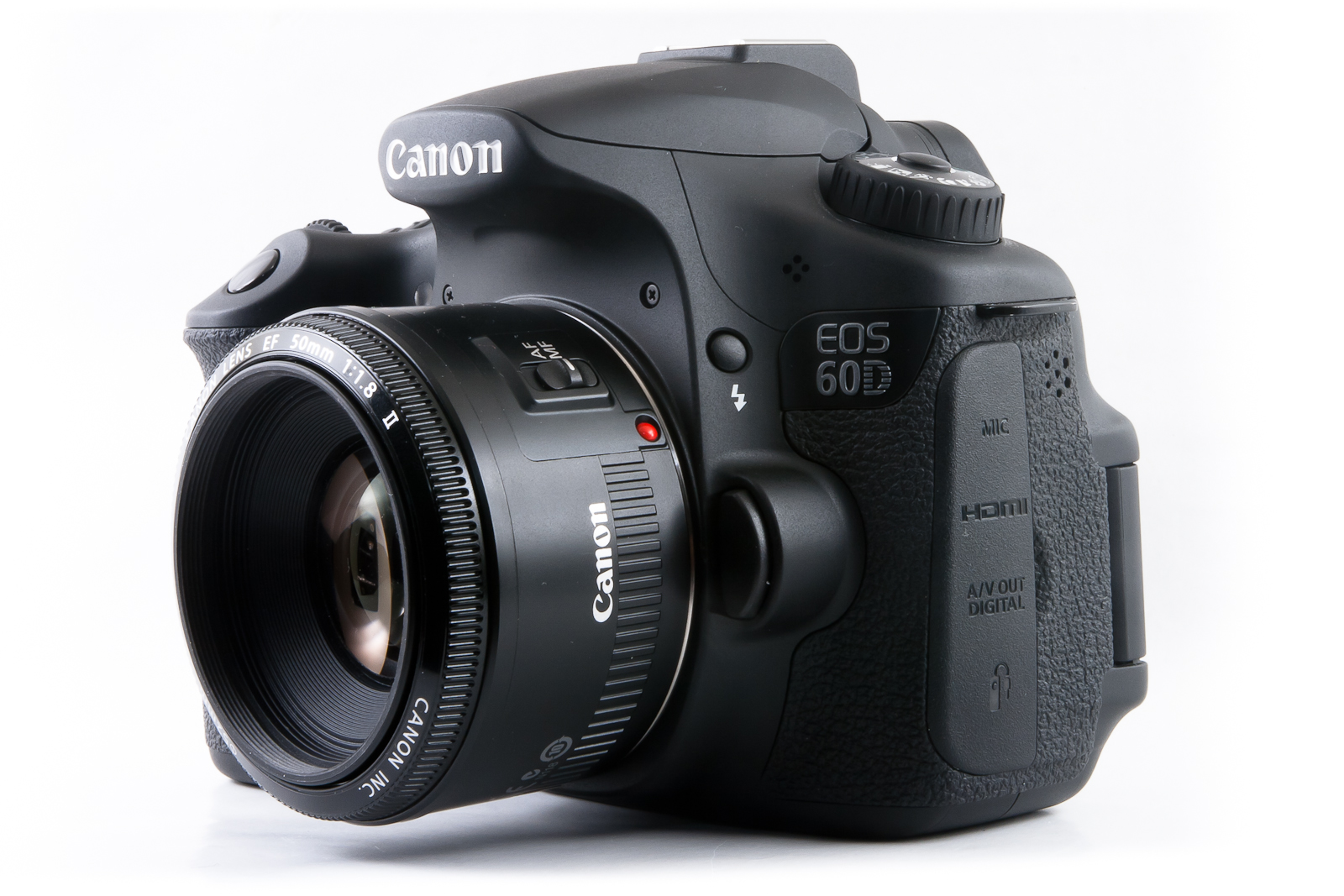
60D lắp ống EF 50mm f/1.8 II